# Parachute Jumper
Parachute Jumper is een pre-Code film uit 1933 onder regie van Alfred E. Green. De film is gebaseerd op het verhaal Some Call It Love van Rian James.
Materiaal van de film werd gebruikt voor de film What Ever Happened to Baby Jane?, waarin Davis een voormalige actrice speelde. Het materiaal dat ze gebruikten was dus om te laten zien in welke films haar karakter "zou hebben gespeeld".
Bette Davis plaatste zichzelf graag op de voorgrond in films. Ze vervult hier slechts de rol van de "aantrekkelijke dame". Davis vertelde later dat ze een hekel had aan deze film.

## Verhaal
Bill Keller zal zeer spoedig als piloot het leger in gaan, totdat hij neergeschoten wordt door drugscriminelen en dood wordt verklaard. Echter, wanneer zijn bazen lucht krijgen van zijn vakantie, ontslaan ze hem onmiddellijk. Terwijl er een romance opbloeit met een aantrekkelijke dame die zichzelf Alabama noemt, moet hij nu een nieuwe baan zoeken. Nadat hij een baantje krijgt als chauffeur voor een rijke huisvrouw, raakt hij ook opzettelijk betrokken bij illegale praktijken.

## Rolverdeling
| Acteur                | Personage                |
| --------------------- | ------------------------ |
| Douglas Fairbanks Jr. | Bill Keller              |
| Bette Davis           | Patricia 'Alabama' Brent |
| Frank McHugh          | Toodles Cooper           |
| Claire Dodd           | Mrs. Newberry            |
| Leo Carrillo          | Kurt Weber               |
| Harold Huber          | Steve Donovan            |
| Thomas E. Jackson     | Detective Lt. Coffey     |

## Referentie
1. ↑  Parachute Jumper (1933) at Reel Classics: a review